# Pieve di San Lorenzo (Varano de' Melegari)
La pieve di San Lorenzo con annesso battistero, nota anche come pieve di Serravalle, è un luogo di culto cattolico dalle forme romaniche e neoclassiche situato in via Provinciale Serravalle 92 a Serravalle, frazione di Varano de' Melegari, in provincia e diocesi di Parma; appartiene al gruppo delle pievi parmensi ed è sede di una parrocchia compresa nella zona pastorale della Pedemontana.
Il battistero è considerato il monumento religioso più antico di tutto il Parmense.

## Storia
L'originaria chiesa di Velium fu edificata sul luogo di un preesistente tempio pagano dedicato alla dea Diana in epoca imprecisata, probabilmente tra il X e l'XI secolo, anche se alcuni storici tendono ad anticipare la data della sua fondazione all'VIII o al IX secolo; risale al 1005 il primo documento che ne attesti l'esistenza.
Il coevo battistero adiacente fu decorato con sculture dai tratti antelamici forse tra il XII e il XIII secolo.
Nei secoli seguenti crebbe notevolmente l'importanza della pieve, da cui nel 1230 dipendevano ben 10 cappelle poste nei dintorni, tra le quali Careno.
Agli inizi del XIV secolo la chiesa fu completamente distrutta da un terremoto e fu successivamente ricostruita.
Nel 1796 la pieve fu profondamente ristrutturata.
Nel XIX secolo la chiesa fu restaurata a più riprese, nel 1814 e nel 1891.
Tra il 1920 e il 1927 il tempio fu sottoposto ad altri lavori di restauro e fu dotato di un nuovo altare maggiore in marmo di Carrara; nel 1928 fu infine edificato l'alto campanile neoromanico.

## Descrizione

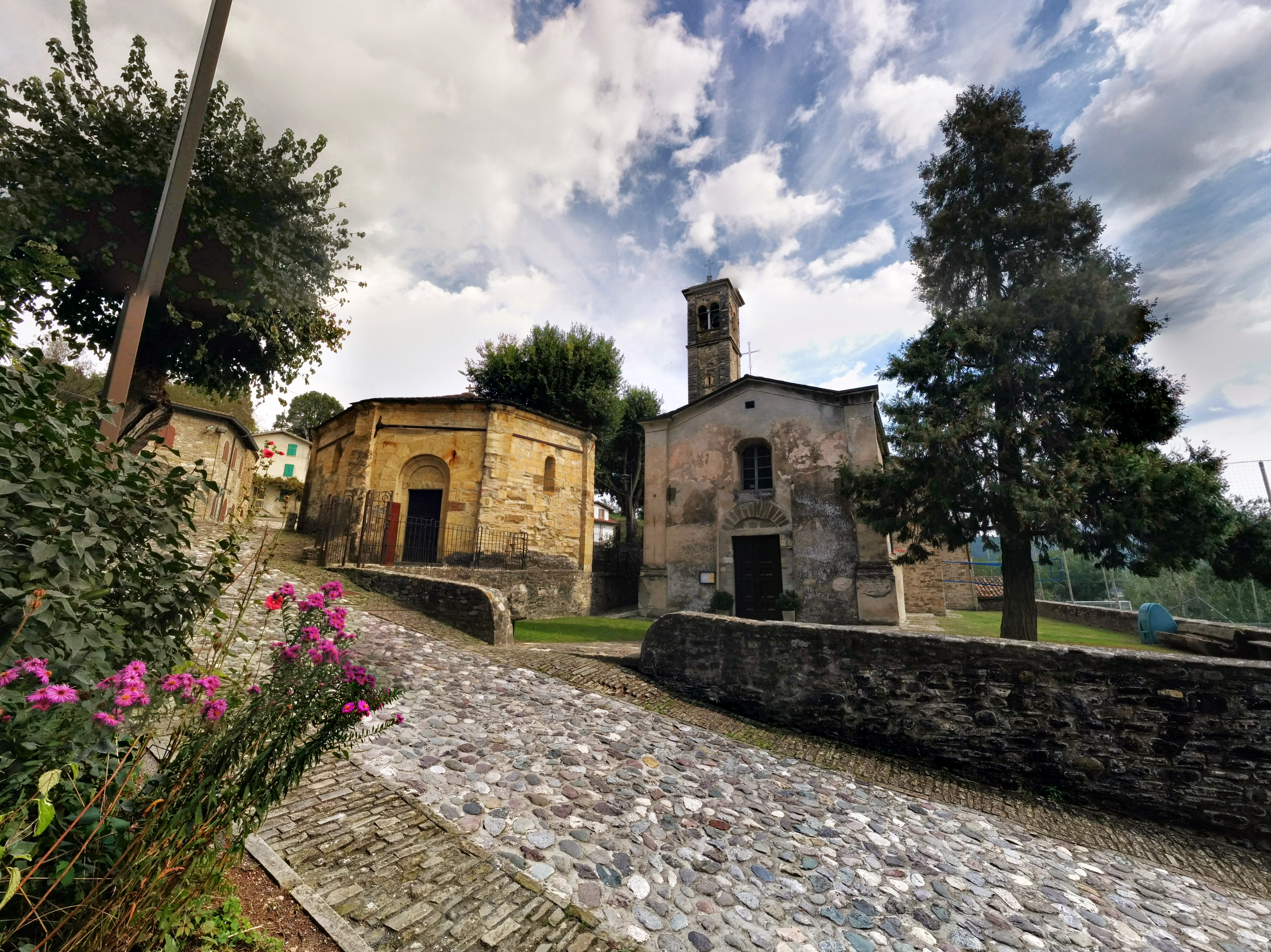
Facciata e battistero

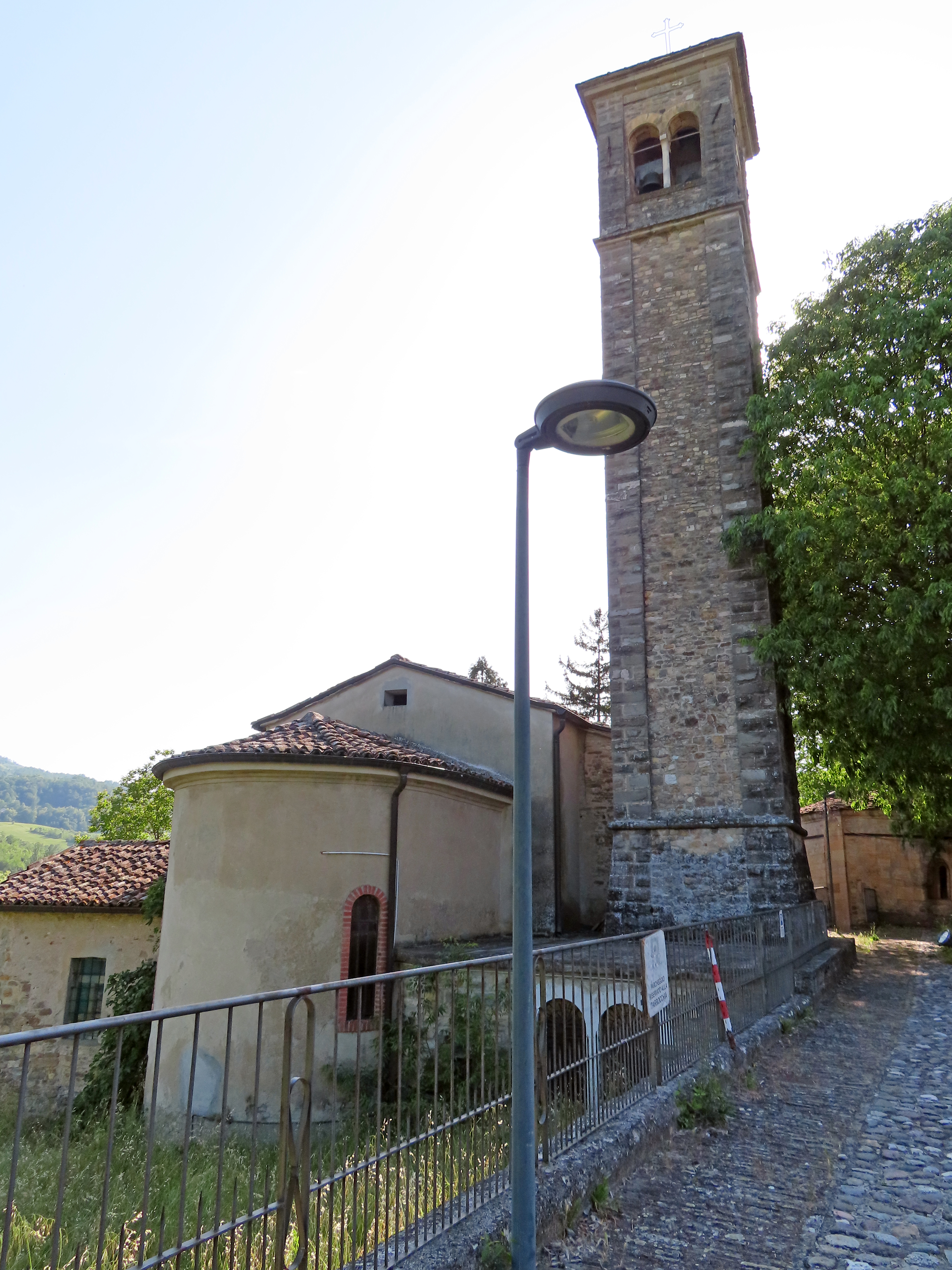
Abside e campanile

La pieve si sviluppa in posizione collinare su un impianto a navata unica affiancata da due cappelle laterali, con ingresso a ovest e presbiterio absidato a est; sulla sinistra della facciata si erge il battistero a pianta ottagonale, dotato di due ingressi.

### Pieve
La simmetrica facciata a capanna, quasi interamente intonacata, è caratterizzata dalla presenza del portale centrale d'accesso delimitato da due piedritti in blocchi squadrati di pietra, che proseguono anche lungo la cornice della lunetta ad arco a tutto sesto in sommità; superiormente si apre una finestra strombata ad arco mistilineo; alle estremità si elevano su alti basamenti due lesene in leggero aggetto, a sostegno del cornicione che corre lungo il coronamento del prospetto.
I fianchi, da cui aggettano le cappelle laterali, sono rivestiti in conci irregolari di pietra; sulla sinistra si erge l'alto campanile novecentesco in blocchi di arenaria, delimitato sugli spigoli da lesene; in sommità la cella campanaria si affaccia sulle quattro fronti attraverso bifore con colonnine centrali.
All'interno la navata, coperta da una serie di volte a crociera, è affiancata da alcune lesene coronate da capitelli dorici, a sostegno del cornicione perimetrale modanato; le cappelle, chiuse superiormente da volte a botte, si affacciano sull'aula attraverso ampie arcate a tutto sesto.
Il presbiterio, lievemente sopraelevato, è chiuso superiormente da una volta a crociera in continuità con la navata; l'ambiente accoglie l'altare maggiore a mensa in calcestruzzo armato, aggiunto tra il 1970 e il 1980; sul fondo l'abside, preceduta dall'arco trionfale a tutto sesto, è illuminata da due monofore laterali.

### Battistero

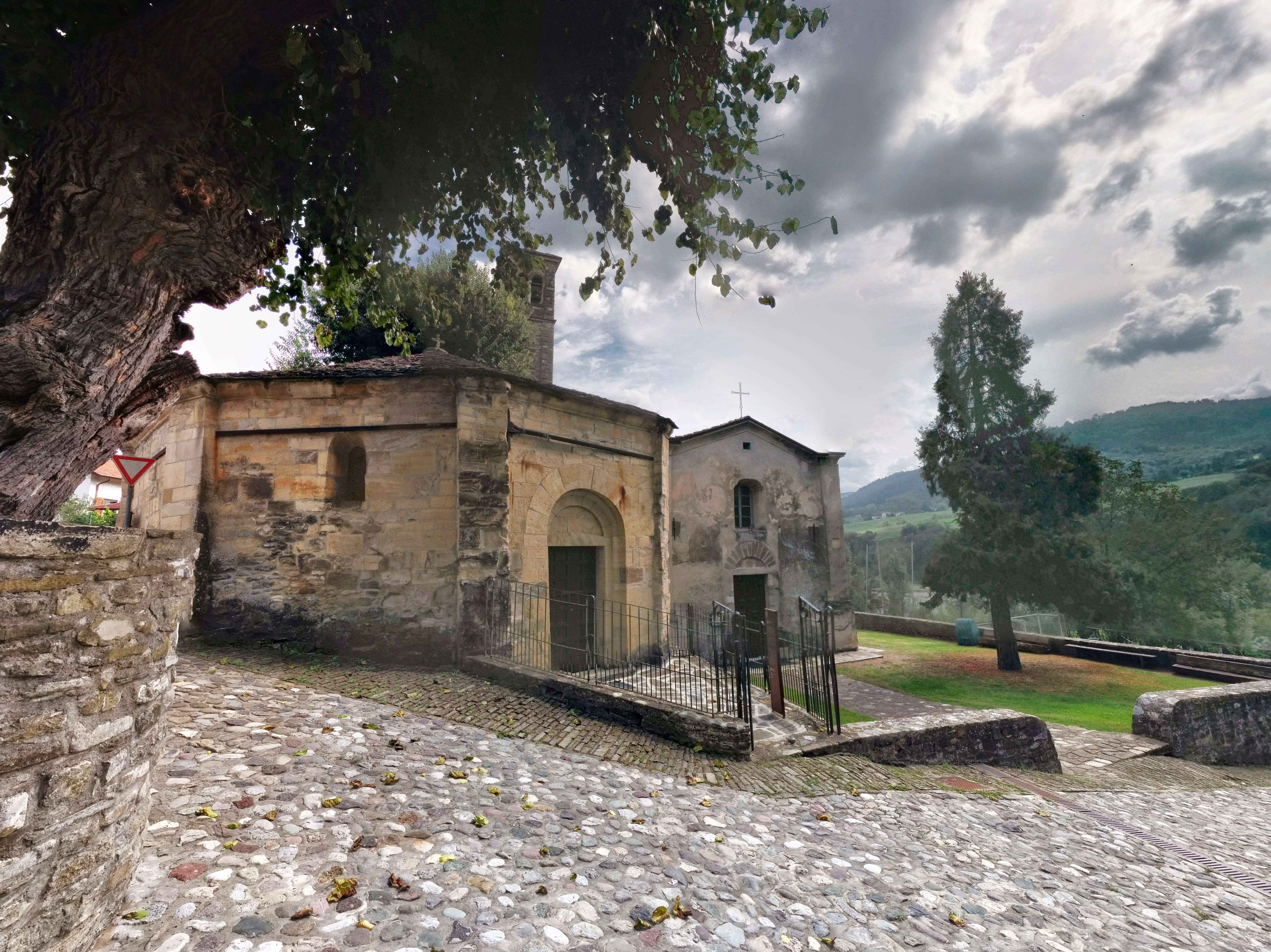
Lato sud-ovest con l'ingresso principale

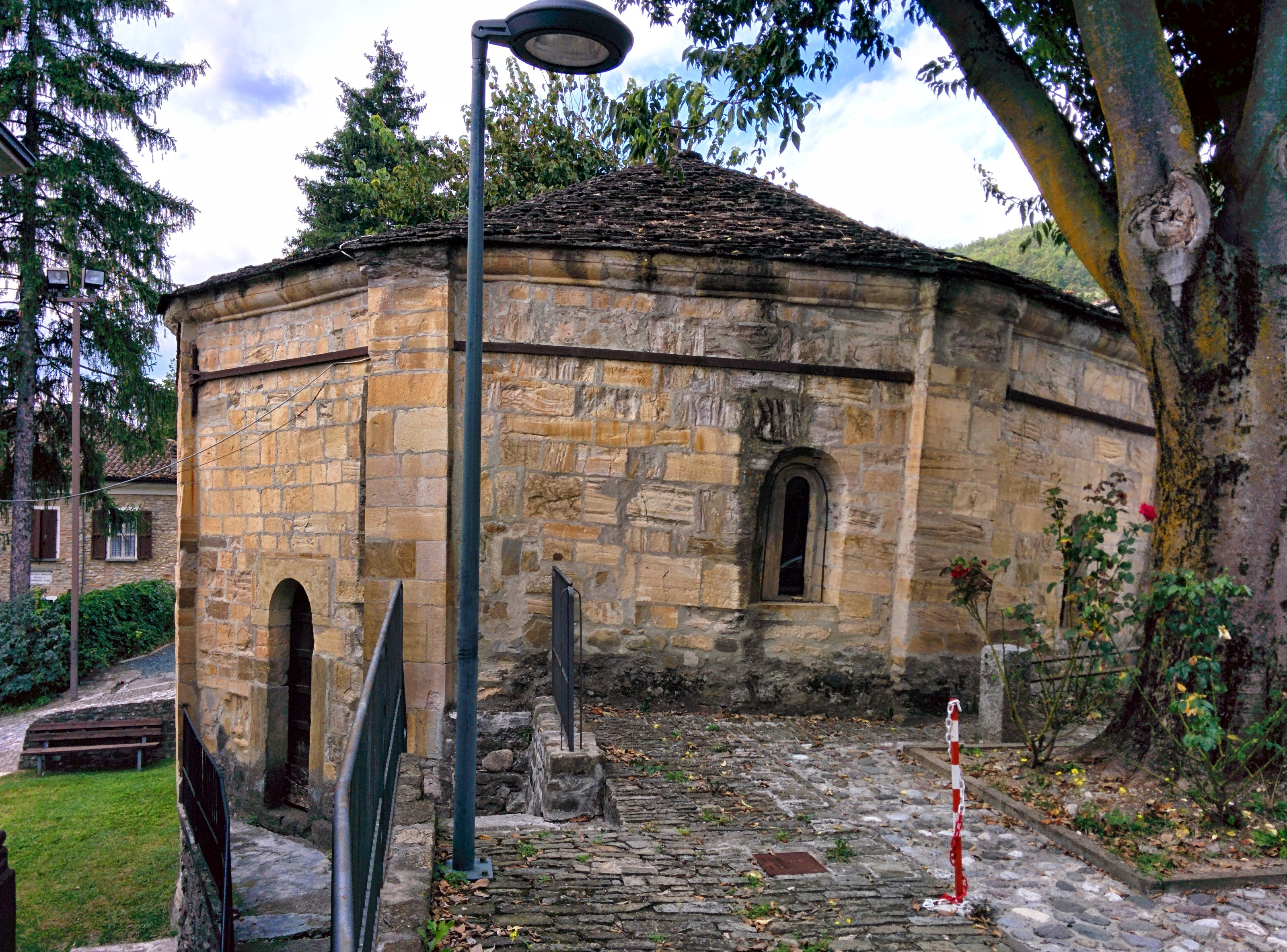
Lato sud-est con l'ingresso secondario

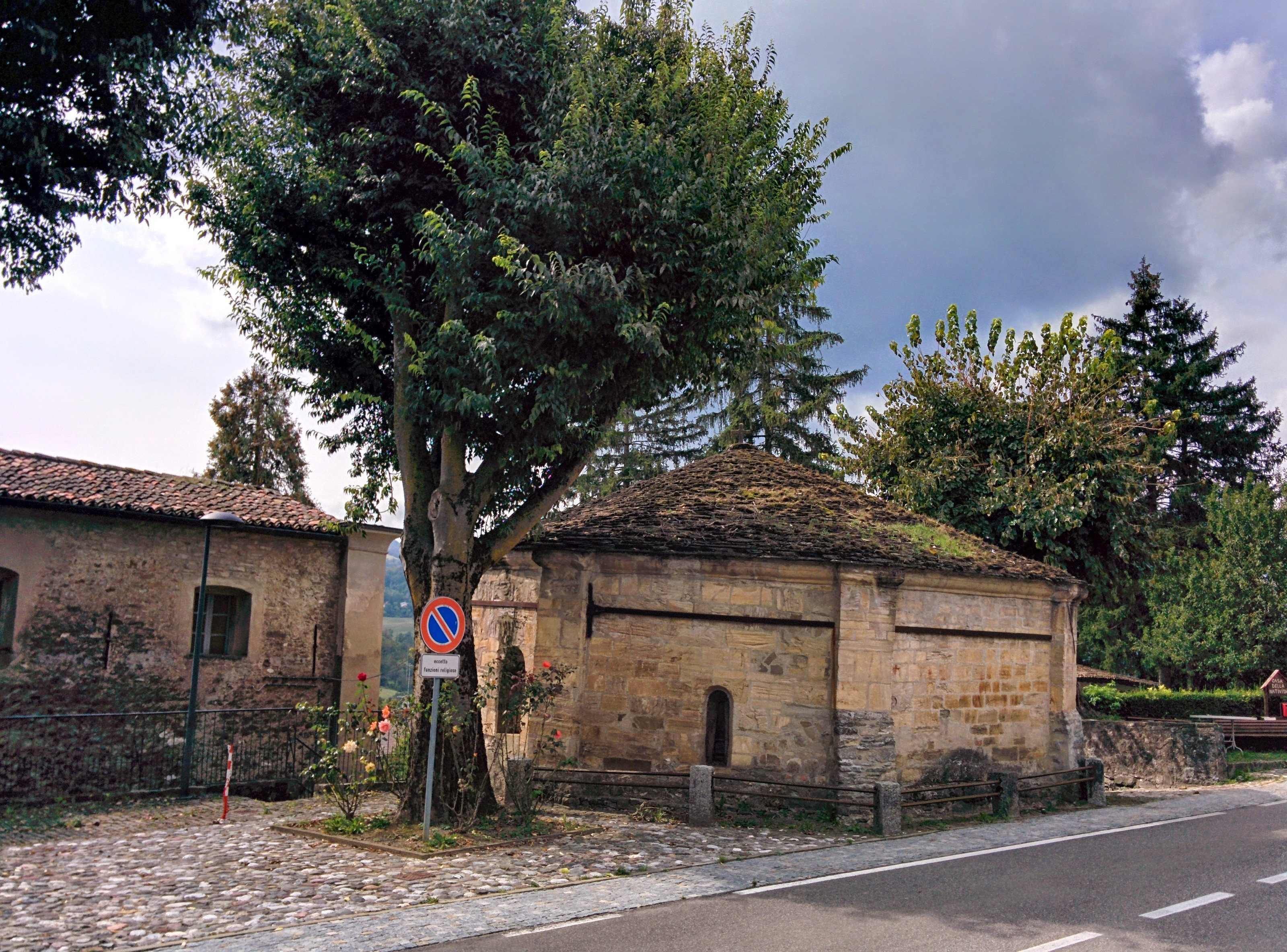
Lato nord-est

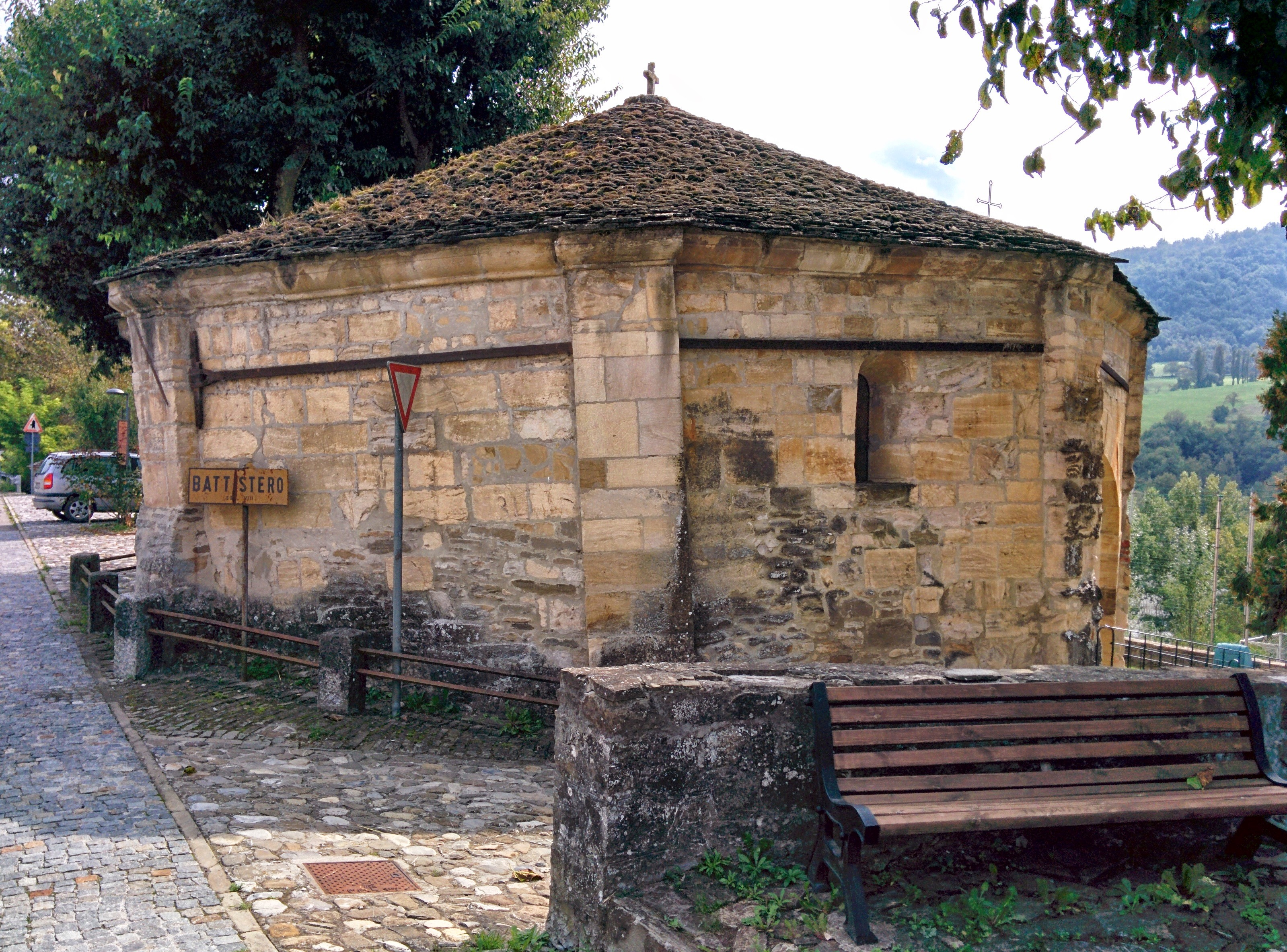
Lato nord-ovest

La chiesa di Serravalle rappresenta l'unica pieve della provincia di Parma a possedere un edificio indipendente adibito appositamente a battistero.
La struttura di modeste dimensioni si sviluppa sull'impianto centrale tipico dei battisteri edificati tra il V e il XIII secolo; sant'Ambrogio aveva infatti prescritto come ideale la pianta ottagonale per tali edifici, in quanto il numero 8 simboleggiava l'ottavo giorno, ossia quello della vita ultraterrena che aveva inizio col battesimo.
Le facciate sono interamente rivestite in conci squadrati di arenaria di colore giallastro; i lati sono delimitati da lesene in aggetto, mentre a coronamento corre un cornicione in rilievo di ordine tuscanico; nelle fronti ovest, sud, est e nord-est si aprono delle monofore strombate ad arco a tutto sesto, di differenti ampiezze, mentre i bassi prospetti nord e nord-ovest sono ciechi. Nel mezzo del lato sud-est è collocato l'ampio portale d'accesso principale, profondamente strombato, coronato da una lunetta ad arco a tutto sesto con cordolo centrale; lo stretto accesso secondario ad arco a tutto sesto è invece posto all'interno della facciata sud-est, accanto alla pieve.
Il tetto di copertura è rivestito in lastre di pietra, culminanti al centro in una piccola croce.
All'interno l'ambiente ottagonale, coperto da soffitto a capriate lignee ricostruito nel XX secolo, è oggi rivestito in conci di arenaria, ma in origine era probabilmente intonacato e dipinto; gli otto spigoli sono scanditi con semicolonne, di cui una ornata con una croce in rilievo, alternate a pilastri, tutti coronati da capitelli molto semplici, a eccezione di uno, decorato intorno al XII secolo con due sculture raffiguranti un volto e un uccello, probabili simboli degli evangelisti Matteo e Giovanni.
Il semplice altare marmoreo poggia su due piedritti di reimpiego risalenti all'età longobarda, ornati con bassorilievi raffiguranti intrecci vegetali.
Al centro è collocato un piccolo fonte battesimale in pietra, aggiunto nel XX secolo.

#### Ara romana
Nel 1849 fu rinvenuta murata in una parete del battistero un'ara votiva in marmo bianco di Carrara risalente all'epoca romana, probabilmente all'età imperiale; l'oggetto, rimosso ed esposto nel museo archeologico nazionale di Parma, riporta incisa l'iscrizione "L. VIBULLIUS PONTIANUS DIANAE V.S.L.M." (Lucius VIBULLIUS PONTIANUS DIANAE Votum Solvit Libens Merito), perciò fu realizzato quale ex-voto in ringraziamento alla dea Diana da un membro della gens Vibullia.